# Livro de Helamã
Um dos livros que forma o Livro de Mórmon - Um Outro Testamento de Jesus Cristo.
Helamã, filho de Alma foi um guerreiro e líder de um grupo de jovens chamado de Dois mil guerreiros de Helamã que liderou estes jovens em uma guerra do qual foram vencendores devido ao amor que tinham por suas mães e religião. 